# Inklusionsbeirat
Der Inklusionsbeirat ist ein Gremium, das die Interessen von Menschen mit Behinderung und deren Inklusion in einer Organisation vertritt.
Typischerweise finden sich Inklusionsbeiräte in den verschiedenen Formen von Körperschaften des öffentlichen Rechts. So gibt es Inklusionsbeiräte auf kommunaler Ebene, auf Kreis- und Landes sowie auf Bundesebene. 

## Kommunalverwaltung und Inklusionsbeirat
Ein Inklusionsbeirat wurde in vielen Gliederungen der Kommunalverwaltung insbesondere beginnend seit 2012/2013 eingesetzt. Der Inklusionsbeirat hat dort die Aufgabe, die Maßnahmen des Inklusionsplans umzusetzen. Er berät die Verwaltung und erarbeitet Vorschläge für die Ergänzung und Fortschreibung, er verfasst fachliche Stellungnahmen, die die Verwaltung an die jeweils zuständigen Ausschüsse weiterleitet. Er vertritt dabei die Interessen aller in der Region lebenden Menschen mit Behinderungen und ohne Behinderung. Ein konkretes Anliegen ist vielfach die Verbesserung der Barrierefreiheit in verschiedenen Lebensbereichen vor Ort.

## Landespolitik und Inklusionsbeirat
Der Inklusionsbeirat berät die Landesregierung bei ihren Vorhaben zur Inklusion von Menschen mit Behinderungen. Beispiele sind die Bestandserhebung zur Barrierefreiheit von öffentlichen Gebäuden, Stellungnahmen gegenüber der Landesregierung zu aktuellen Themen aus der Behindertenpolitik oder auch Vorschläge zu neuen Projekten. Ziel ist es mit den Betroffenen auf Augenhöhe reden – in Umsetzung des Mottos der UN-Behindertenrechtskonvention Nichts über uns ohne uns.

## Bundesbehindertenbeauftragte und Inklusionsbeirat
Auf Bundesebene ist der Inklusionsbeirat bei dem oder der Beauftragten der Bundesregierung für die Belange behinderter Menschen angesiedelt in der dortigen Koordinierungsstelle (nach Artikel 33 der UN-Behindertenrechtskonvention).

### Koordinierungsstelle
Die Aufgabe der Koordinierungsstelle ist die langfristige und strategische Begleitung der Umsetzung der UN-Behindertenrechtskonvention. Sie besteht aus einem Inklusionsbeirat und Fachausschüssen zu verschiedenen Themenschwerpunkten. Dort bildet der Inklusionsbeirat das oberste Entscheidungsgremium der Koordinierungsstelle. In ihm sind mehrheitlich Menschen mit Behinderung vertreten sowie jeweils eine Vertreterin oder ein Vertreter der Staatlichen Anlaufstelle (Focal Point), der Konferenz der Landesbehindertenbeauftragten und der Monitoring-Stelle zur UN-Behindertenrechtskonvention. Den Vorsitz hat der oder die Beauftragte der Bundesregierung für die Belange behinderter Menschen. 
Der Inklusionsbeirat wird von drei Fachausschüssen unterstützt, die ihm fachlich zuarbeiten und sich schwerpunktmäßig mit folgenden Themen befassen:
- Fachausschuss 1: Barrierefreiheit
- Fachausschuss 2: Kommunikation und Medien
- Fachausschuss 3: Freiheits- und Schutzrechte

### Arbeitsweise
Der Inklusionsbeirat legt die Anzahl sowie den Themenzuschnitt der Fachausschüsse für die Dauer einer Legislaturperiode fest und beruft deren Mitglieder. Die Fachausschüsse entwickeln Ideen und Vorschläge an Aktivitäten und Maßnahmen in ihrem jeweiligen Themenzuschnitt. Ausdrückliches Ziel ist dabei, der Zivilgesellschaft die UN-Behindertenrechtskonvention und besonders den ihr zugrunde liegenden Inklusionsgedanken näher zu bringen und stärker im Bewusstsein zu verankern. Die Fachausschüsse wirken dabei in zwei Richtungen: Zum einen tragen sie über den Inklusionsbeirat Ideen und Vorschläge zur Umsetzung der UN-Behindertenrechtskonvention in Deutschland an die politisch Verantwortlichen heran. Zum anderen setzen sich die Mitglieder der Fachausschüsse für eine Umsetzung der UN-Behindertenrechtskonvention in ihren eigenen Institutionen und deren Wirkungskreisen sowie der breiteren Zivilgesellschaft ein.
Um eine enge Kooperation und den dazu erforderlichen regelmäßigen Austausch zwischen Inklusionsbeirat und Fachausschüssen sicherzustellen, nehmen die Inklusionsbeiratsmitglieder mit beratender Stimme an den Fachausschusssitzungen teil – ergänzend berichten ausgewählte Sprecher der Fachausschüsse in den Beiratssitzungen von ihrer Arbeit.

### Entscheidungen durch den Inklusionsbeirat
Ist eine Maßnahme oder eine Aktivität durch einen Fachausschuss erarbeitet, erhält der Inklusionsbeirat die Möglichkeit, zum Ergebnis eine Rückmeldung zu geben und Anpassungen anzuregen. Nach Zustimmung durch den Inklusionsbeirat können die erarbeiteten Maßnahmen veröffentlicht beziehungsweise umgesetzt werden.